# Parasemia rubrocostata
Parasemia rubrocostata là một loài bướm đêm thuộc phân họ Arctiinae, họ Erebidae.